# جواد صالحی
جواد صالحی (متولد ۱ دی ۱۳۳۵، کاظمین، عراق) مهندس برق ایرانی و عضو هیئت علمی مرکز کوانتوم شریف و دانشکدهٔ مهندسی برق دانشگاه صنعتی شریف است. او برادر علی‌اکبر صالحی  رئیس سابق سازمان انرژی اتمی ایران است.

## تحصیلات
جواد صالحی دورهٔ کارشناسی را در رشتهٔ مهندسی برق در دانشگاه کالیفرنیا، ارواین در آمریکا گذراند و پس از آن تحصیل را تا پایان دورهٔ دکتری در دانشگاه کالیفرنیای جنوبی ادامه داد و در سال ۱۳۶۳ فارغ‌التحصیل شد. او در فاصلهٔ سال‌های ۱۳۶۰ تا ۱۳۶۳ در مرکز علوم مخابرات در دانشگاه کالیفرنیای جنوبی به عنوان یک پژوهشگر تمام‌وقت مشغول به‌کار بوده و در زمینه سامانه‌های مخابرات طیف گسترده به تحقیق می‌پرداخت. او از سال ۱۳۶۳ تا ۱۳۷۲ عضو کادر فنی گروه تحقیقات کاربردی در آزمایشگاه‌های بل بود. وی از بهمن ۱۳۶۸ تا خرداد ۱۳۶۹ در آزمایشگاه اطلاعات و سامانه‌های تصمیم‌گیری دانشگاه ام‌آی‌تی به‌عنوان یک پژوهشگر میهمان، در زمینهٔ شبکه‌های دسترسی چندگانه نوری مشغول به فعالیت بود، و هم‌اکنون عضو هیئت علمی دانشکدهٔ مهندسی برق دانشگاه صنعتی شریف با درجه علمی استاد تمام می‌باشد.

## فعالیت‌ها
او از پاییز سال ۱۳۷۸ تا پاییز ۱۳۸۰ به عنوان رئیس گروه سیستم‌های مخابراتی موبایل و معاون مدیر مسوول آزمایشگاه CDMA پیشرفته و باند پهن در مرکز تحقیقات مخابرات ایران، در زمینه تکنیک‌های CDMA پیشرفته برای سیستم‌های مخابراتی نوری و رادیویی مشغول پژوهش بوده‌است. زمینه‌های تحقیقاتی مورد علاقهٔ وی شبکه‌های دسترسی چند گانه نوری، به ویژه متعامد، درسیستم‌های CDMA می‌باشد.
کارهای او در زمینهٔ CDMA نوری ثبت انحصاری محصول در آمریکا را به ارمغان آورده‌است.
او در سال ۲۰۱۱ به دلیل «مشارکت در اصول بنیادین شبکه‌های دسترسی چند گانه نوری» به عنوان فلوی IEEE انتخاب شد. او عضو جامعه نظریه اطلاعات IEEE است.
او عضو کمیتهٔ برگزاری اولین و دومین کنفرانس IEEE درزمینه اطلاعات عصبی بود و در ماه اردیبهشت ۱۳۸۰ به عنوان دبیر بخش CDMA نوری در مجله مخابرات IEEE برگزیده شد.

## آثار علمی
آثار علمی جواد صالحی عبارت است از:
- F. R. K. Chung, M. Kerner, M. G. O"Conner, J. A. Salehi, "Encoding and Decoding for Code Division Multiple Access Communications Systems," United States Patent Number 4779266, October 18 1988
- M. G. O"Conner, J. A. Salehi, M. Kerner, "Multiple Access Communications," United States Patent Number 4779265, اکتبر ۱۹۸۸
- C. A. Brackett, J. P. Heritage, J. A. Salehi, A. M. Weiner, "Optical Telecommunications System Using Code Division Multiple Access," United States Patent Number 4866699, سپتامبر ۱۹۸۹
- E. G. Paek, J. A. Salehi, "Holographic Code Division Multiple Access," United States Patent Number 5216529, ژوئن ۱۹۹۳
- E. G. Paek, J. A. Salehi, "Holographic CDMA Encoder," US Patent Number 5289299 , 1995
- E. G. Paek, J. A. Salehi, "Holographic CDMA Decoder," US Patent Number 5438440 , 1995
- P. M. Crespo, M. Honig, J. A. Salehi, "Spread time CDMA Technique with Arbitrary Spectral Shaping," United States Patent Numbers, 5177768, Jan. 93
- P. M. Crespo, M. Honig, J. A. Salehi, "Spread time CDMA Technique with Arbitrary Spectral Shaping," United States Patent Number 5173923, Dec. 92

## سمت‌ها و عضویتها
جواد صالحی این مناصب را تاکنون داشته‌است:
- عضو کادر فنی گروه تحقیقات کاربردی در آزمایشگاه‌های بل
- عضو هیئت علمی دانشکدهٔ مهندسی برق دانشگاه صنعتی شریف
- رئیس گروه سیستم‌های مخابراتی موبایل و معاون مدیر مسوول آزمایشگاه CDMA
- عضو کمیتهٔ برگزاری اولین و دومین کنفرانس IEEE درزمینه اطلاعات عصبی
- رئیس مرکز کوانتوم دانشگاه صنعتی شریف
- ریاست گروه کوانتوم و هوش مصنوعی فرهنگستان علوم

## جوایز و افتخارات
- معرفی‌شده به عنوان یکی از ۲۵۰ محقق برتر در شاخه علوم کامپیوتر توسط شبکهٔ دانش آی‌اس‌آی
- رتبهٔ اول بیستمین دورهٔ جشنوارهٔ بین‌المللی خوارزمی در زمینهٔ پژوهش‌های بنیادی و دریافت‌کنندهٔ جایزهٔ مخترع برجستهٔ سازمان جهانی مالکیت فکری[۵]
- جایزهٔ عالی بل‌کور در زمینهٔ تحقیقات مخابرات در سال ۱۹۸۸
- جایزهٔ پژوهشگر نمونهٔ دانشکدهٔ برق دانشگاه صنعتی شریف در سال‌های ۱۳۸۱، ۱۳۸۲ و ۱۳۸۵
- پژوهشگر نمونهٔ دانشگاه صنعتی شریف با رتبهٔ اول در سال ۱۳۸۲
- پژوهشگر نمونهٔ کشوری از طرف وزارت علوم، تحقیقات و فناوری با رتبهٔ دوم در سال ۱۳۸۲
- او پراستنادترین دانشمند ایرانی در ISI است.[۶]
- چهره ماندگار مهندسی برق کشور در سال 1389
- برگزیده جایزه علمی علامه طباطبایی بنیاد ملی نخبگان در سال 1391
- برگزاری مراسم تکریم توسط بنیاد نخبگان استان قزوین با حضور چهره های علمی و فرهنگی کشور، شاگردان ایشان و استعدادهای برتر در سال 1396

## سیاسی
وی یکی از ۱۲۵ استاد دانشگاه صنعتی شریف بود که طی بیانیه‌ای در روز ۵ خرداد ۱۳۸۸، خواستار تبلور عقلانیت در مدیریت کشور و مشارکت فعال در انتخابات شدند. در این بیانیه از خارج کردن تدریجی متخصصان باتجربه از دایرهٔ تصمیم‌گیری، تکیه بر شعارهای عوام‌پسند نظیر مبارزه با مافیا و مظلوم‌نمایی با وجود در اختیار داشتن تمام ابزار قدرت، تحقیر مردم و سعی در تطمیع آنان به نام عدالت‌طلبی از خزانهٔ ملی، شکستن حرمت بزرگان و اندیشمندان و همچنین سوءاستفاده از احساسات پاک دینی و عدالت‌طلبانهٔ مردم در جهت فعال کردن شکاف‌های فرهنگی و طبقاتی، با ایجاد تضاد و تفرقه در سطح ملی و… انتقاد شده بود.